# اوکتیابرسکویه (شهرستان استرلیتاماکسکی، باشقیرستان)
اوکتیابرسکویه (انگلیسی: Oktyabrskoye, Sterlitamaksky District, Republic of Bashkortostan) یک شهرک در شهرستان استرلیتاماکسکی استان باشقیرستان کشور روسیه است.